# Liste der Kulturgüter in Hermrigen
Die Liste der Kulturgüter in Hermrigen enthält alle Objekte in der Gemeinde Hermrigen im Kanton Bern, die gemäss der Haager Konvention zum Schutz von Kulturgut bei bewaffneten Konflikten, dem Bundesgesetz vom 20. Juni 2014 über den Schutz der Kulturgüter bei bewaffneten Konflikten sowie der Verordnung vom 29. Oktober 2014 über den Schutz der Kulturgüter bei bewaffneten Konflikten unter Schutz stehen.
Es sind weder A-Objekte noch B-Objekte auf dem Gemeindegebiet ausgewiesen, Objekte der Kategorie C fehlen zurzeit (Stand: 24. Februar 2024). Unter übrige Baudenkmäler sind Objekte zu finden, die im Bauinventar des Kantons Bern als «schützenswert» verzeichnet sind.

## Übrige Baudenkmäler
Hinweis: Als Objekt-Identifikator (ID) wird die Grundstücksnummer verwendet.
| ID  | Foto |                                                                                      | Objekt                                    | Typ | Standort                           | Beschreibung |
| --- | ---- | ------------------------------------------------------------------------------------ | ----------------------------------------- | --- | ---------------------------------- | ------------ |
| 27  | ja   | Datei hochladen · Wikidata zu Obeliskenbrunnen (1777) (Q117054214)                   | Obeliskenbrunnen (1777)                   | K   | Lattrigenweg N.N. 585137 / 214599  |              |
| 178 | ja   | Datei hochladen · Wikidata zu Bauernhaus (1846) (Q117327719)                         | Bauernhaus (1846)                         | G   | Bergstrasse 11 585158 / 214943     |              |
| 178 | ja   | Datei hochladen · Wikidata zu Ofenhaus-Stöckli (1864) (Q117327795)                   | Ofenhaus-Stöckli (1864)                   | G   | Bergstrasse 13 585138 / 214932     |              |
| 193 | ja   | Datei hochladen · Wikidata zu Bauernhaus (1715) (Q117327859)                         | Bauernhaus (1715)                         | G   | Lattrigenweg 1 585116 / 214575     |              |
| 193 | ja   | Datei hochladen · Wikidata zu Ofenhaus (1795) (Q117327899)                           | Ofenhaus (1795)                           | G   | Lattrigenweg 3a 585074 / 214545    |              |
| 252 | ja   | Datei hochladen · Wikidata zu Brunnen (1723) (Q117327930)                            | Brunnen (1723)                            | K   | Hauptstrasse N.N. 585189 / 214412  |              |
| 281 | BW   | Datei hochladen · Wikidata zu Bauernhaus (1850) (Q117328018)                         | Bauernhaus (1850)                         | G   | Moosgasse 16a 585445 / 214306      |              |
| 291 | ja   | Datei hochladen · Wikidata zu Bauernhaus (1820) (Q117327970)                         | Bauernhaus (1820)                         | G   | Merzligenstrasse 2 585245 / 214512 |              |
| 319 | ja   | Datei hochladen · Wikidata zu Abdankungshalle und Friedhofanlage (1942) (Q117328061) | Abdankungshalle und Friedhofanlage (1942) | G   | Hauptstrasse 81 585094 / 215106    |              |

Hinweis zur Legende: Anstelle der KGS-Nummer wird als Objekt-Identifikator (ID) die Grundstücksnummer verwendet.